# نوم (نژاد افسانه‌ای)
کوتوله یا نوم یا گنوم (انگلیسی: Gnome) نژادی گسترده از موجودات ناطق و هوشمند هستند که بیشتر با سنگ، سکونتگاه‌های زیرزمینی و آهنگری و صنعت ارتباط دارند. گنوم‌ها برای اولین بار توسط کیمیاگر سوئیسی پاراسلسوس در قرن شانزدهم معرفی شدند و بعدها بوسیلهٔ نویسندگان اخیر جزوی از ادبیات فانتزی مدرن به تصویب رسید. چهره گنوم‌ها در طی زمان در اساطیر و ادبیات فولکلور اسکاندیناوی مخدوش شده‌است، چنان‌که به راحتی قابل تفکیک از سوارت‌آلفهایم، الف‌های تاریک و حتی ترول‌ها نیستند. نژاد گنوم‌ها خود شامل انواع مختلفی هستند و شایع‌ترین آن‌ها گنوم جنگلی نام دارد که به ندرت با انسان‌ها در تماس هستند. نژاد شناخته شده دیگری با نام گنوم باغ خوانده می‌شود که در باغ‌های قدیمی زندگی می‌کنند و از گفتن داستان‌های غم‌انگیز لذت می‌برند. آن‌ها به طور متوسط دارای قدی معادل ۱۵ سانتی‌متر هستند، اما در برخی از افسانه‌ها قدشان ۳۰ سانتی‌متر برآورد شده‌است. جنس مذکر معمولاً کلاهی قرمز رنگ به سر داشت، شلوار آبی قهوه‌ای رنگ و کفشی چوبی از جنس درخت توس به پا داشت. کمربندی متشکل از جعبه‌ابزار مورد نیاز همانند چاقو و چکش به دورکمرشان متصل بود. مردها ۳۰۰ گرم و خانم‌ها حدود ۲۵۰ تا ۲۷۵ گرم وزن داشتند.